# Tình yêu vô điều kiện

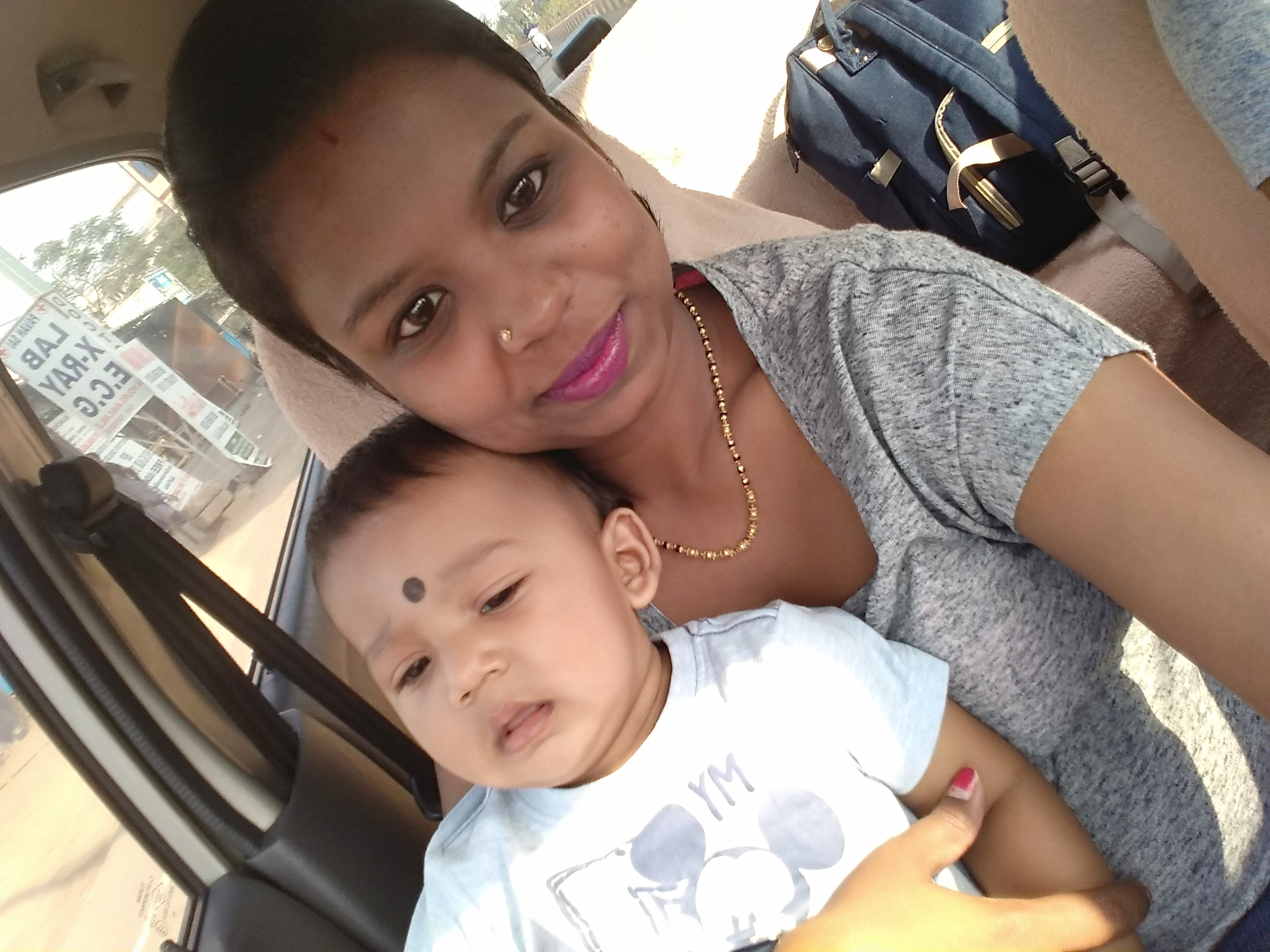
Tình yêu của cha mẹ thường được xem là ví dụ tiêu biểu nhất về tình yêu vô điều kiện.

Tình yêu vô điều kiện (tiếng Anh: unconditional love) là tình cảm không có bất kỳ giới hạn hay điều kiện nào. Khái niệm này đôi khi được đồng nhất với các thuật ngữ như lòng vị tha thực sự hay tình yêu trọn vẹn. Có nhiều cách định nghĩa khác nhau tùy theo lĩnh vực/ góc nhìn, song phần lớn đều thống nhất rằng, đây là một loại tình yêu không có giới hạn và luôn vĩnh hằng. 
Trong Kitô giáo, tình yêu vô điều kiện được xem là một phần của Bốn loại tình yêu; tình cảm (affection), tình bạn (friendship), tình ái (eros) và tình thương/bác ái (charity). Trong tập tính học, tức nghiên cứu về hành vi động vật, tình yêu vô điều kiện ám chỉ lòng vị tha - hành vi của cá thể giúp làm gia tăng sự phù hợp về mặt sinh học của cá thể khác, trong khi làm giảm sự phù hợp của cá thể thực hiện hành vi đó. Trong tâm lý học, tình yêu vô điều kiện ám chỉ trạng thái tinh thần mà trong đó, cá nhân hướng đến việc gia tăng phúc lợi cho người khác, dù cho không có bất kỳ dấu hiệu nào về việc bản thân sẽ được hưởng lợi.

## Tình yêu có điều kiện
Không giống như tình yêu vô điều kiện - đại diện cho một hình thức tình cảm vô hạn và vị tha, tình yêu có điều kiện được hình thành và duy trì dựa trên các điều kiện hoặc kỳ vọng cần được đáp ứng và thỏa mãn.
Tình yêu có điều kiện, về phương diện nào đó, là cách để cá nhân làm giảm sự tự chủ và liên hệ cần thiết trong việc tạo ra hoặc phát triển động lực nội tại. Tình yêu vô điều kiện thì ngược lại, khuyến khích mối liên hệ cần thiết cho sự phát triển cá nhân.
Không nên nhầm lẫn tình yêu vô điều kiện (unconditional love) với sự cống hiến vô điều kiện (unconditional dedication) - vốn chỉ hành động của ý chí bất chấp cảm xúc (ví dụ, một người có thể cho rằng họ có bổn phận phải ở bên ai đó). Tình yêu vô điều kiện là hành động của cảm xúc bất chấp ý chí.
Tình yêu vô điều kiện không tách biệt cá nhân khỏi hành vi của họ. Một cá nhân có thể thể hiện những hành vi khó chấp nhận trong một tình huống cụ thể. Tình yêu vô điều kiện có thể vẫn tồn tại khi đó; vì nó là tình yêu không phán xét. Khi yêu thương vô điều kiện, chúng ta có nghĩa vụ thấu hiểu hành vi của đối phương và quyền thể hiện cá nhân của họ.
Ý nghĩa của tình yêu vô điều kiện không phải là khiến cá nhân trở nên thụ động hay quỵ lụy; đúng hơn, nó là chấp nhận tình trạng hiện tại của đối phương và nêu gương sống bằng hành động yêu thương tử tế. Nói cách khác, nó có nghĩa là tôn trọng trải nghiệm cá nhân của đối phương, một cách không phán xét.
Yêu thương vô điều kiện tức là yêu quý đối phương, dù rằng họ vẫn cần học hỏi thêm trên hành trình cuộc sống của họ.
Tình yêu vô điều kiện là một cảm xúc sâu sắc, một biểu hiện cho ý thức về nhân tính, sự chấp nhận, phẩm giá và bình đẳng.

## Tâm lý học nhân văn
Nhà tâm lý học nhân văn Carl Rogers từng đề cập đến khái niệm "sự tôn trọng tích cực vô điều kiện" (unconditional positive regard). Theo Rogers, cá nhân cần một môi trường tạo điều kiện cho họ cảm nghiệm sự chân thật, xác thực (authenticity), cởi mở, chấp nhận, đồng cảm và đón nhận. Rogers đề xuất ý tưởng về Sự tôn trọng tích cực vô điều kiện không chỉ trong các tình huống xã hội và gia đình - mà còn khuyến khích xây dựng môi trường yêu thương lành mạnh trong các tình huống trị liệu. Trong bối cảnh trị liệu trực tiếp, điều quan trọng là môi trường này được nuôi dưỡng bởi tinh thần đồng cảm và thấu hiểu. Chính thái độ tôn trọng tích cực vô điều kiện sẽ trở thành nền tảng cho quá trình chuyển đổi - khi cá nhân cảm nhận được sự cởi mở, tình yêu và khả năng được là chính mình một lần nữa, họ sẽ có động cơ thay đổi thực sự, theo hướng tốt hơn.
Ngoài ra, Abraham Maslow cũng ủng hộ quan điểm về tình yêu vô điều kiện khi tuyên bố rằng, để phát triển, cá nhân cần phải có cái nhìn tích cực về bản thân.
Trong tác phẩm Đi tìm lẽ sống (tiếng Anh: Man's Search for Meaning), tác giả Viktor Frankl - chuyên gia trị liệu bằng ý nghĩa (logotherapy), người từng sống sót sau thảm họa diệt chủng Holocaust - đã chỉ ra sự tương đồng giữa khả năng yêu thương vô điều kiện của con người và việc sống một cuộc sống ý nghĩa. Frankl viết: "Tình yêu là cách duy nhất để thấu hiểu một người khác ở tận sâu thẳm nhân cách của họ. Không ai có thể nhận thức đầy đủ về bản chất của một người, trừ khi họ yêu thương người đó. ... Hơn nữa, bằng tình yêu của mình, chúng ta cho phép đối phương cơ hội hiện thực hóa tiềm năng bản thân." Đối với Frankl, tình yêu vô điều kiện là phương tiện để ta phát huy tiềm năng của con người.

## Cơ sở thần kinh
Có một số bằng chứng ủng hộ cơ sở thần kinh của tình yêu vô điều kiện, cho thấy sự khác biệt của tình yêu này so với các hình thức tình yêu khác.
Trong một nghiên cứu sử dụng quy trình fMRI, Mario Beauregard và các cộng sự đã thực hiện nghiên cứu hình chụp bộ não của một số người tham gia - những người này được cho xem các bộ hình ảnh khác nhau liên quan đến "tình mẫu tử" (tình yêu vô điều kiện) hoặc "tình yêu lãng mạn". Bảy vùng não được kích hoạt khi những người tham gia được khơi gợi cảm xúc về tình yêu vô điều kiện. Ba trong số này tương tự như những vùng được kích hoạt khi đề cập đến tình yêu lãng mạn. Bốn phần còn lại cho thấy một số vùng não nhất định liên quan đến các khía cạnh về phần thưởng (reward), cảm giác vui vẻ (không liên quan đến tình dục) và hành vi làm mẹ của con người. Thông qua các mối liên hệ được tạo ra giữa các vùng , kết quả cho thấy cảm giác yêu ai đó mà không cần được khen thưởng thì khác biệt với cảm giác yêu theo kiểu lãng mạn.
Cùng với ý tưởng về "tình mẹ", thường gắn liền với tình yêu vô điều kiện, một nghiên cứu đã phát hiện một số mô thức trong hệ thống thần kinh nội tiết và hệ thống thần kinh động lực-tình cảm. Sử dụng quy trình fMRI, các bà mẹ được cho xem một video về bản thân họ đang chơi với con cái trong một môi trường quen thuộc như ở nhà. Kết quả cho thấy một phần của hạch hạnh nhân và nhân accumbens phản ứng ở các cấp độ cảm xúc và sự đồng cảm. Cảm xúc và sự đồng cảm (hay lòng trắc ẩn) là những biểu trưng của tình yêu; khám phá này củng cố ý tưởng rằng các hiện tượng thần kinh là bằng chứng của tình yêu vô điều kiện.

## Quan điểm tôn giáo

### Kitô giáo
Trong Kitô giáo, thuật ngữ "tình yêu vô điều kiện" được sử dụng để chỉ tình yêu của Thượng đế dành cho một người - bất kể người đó là ai. Điều này xuất phát từ ý niệm về việc Thiên Chúa đã sai Con một của Ngài, Chúa Jesus Christ từ thiên đàng xuống thế gian để chết trên cây thập tự, làm giá chuộc cho tội lỗi của nhân loại. Nếu ai đó chọn tin vào Tin mừng, thì giá của Chúa Jesus trên cây thập tự sẽ đền bù tội lỗi cho họ - để họ có thể được vào thiên đàng mà không phải sa hỏa ngục.
Thuật ngữ này không được đề cập rõ ràng trong Kinh thánh; thực tế, có những đoạn văn và cách diễn giải cho thấy tình yêu của Thượng đế có thể vừa có, vừa không có điều kiện. Thập tự giá được hiểu là biểu trưng về tình yêu vô điều kiện của Thượng đế dành cho nhân loại, theo đó, để được lên thiên đàng, con người chỉ cần có niềm tin.
Trong Kitô giáo, tất cả đều phụ thuộc vào Chúa Jesus, không phải nỗ lực hay trí tuệ của cá nhân. Điều này được thể hiện qua các đoạn trích Kinh thánh như sau:
"Chính do ân sủng và nhờ lòng tin mà anh em được cứu độ: đây không phải bởi sức anh em, mà là một ân huệ của Thiên Chúa; cũng không phải bởi việc anh em làm, để không ai có thể hãnh diện—" Ê-phê-sô 2:8,9.
Sự sửa phạt của Đức Chúa Trời có thể được xem là có điều kiện - tùy vào lựa chọn của con người; thế nhưng, tình yêu thực sự của Ngài qua Chúa Giê-xu là vô điều kiện (và đây là một điểm gây bối rối với nhiều người). Sự cứu rỗi của Ngài là một món quà miễn phí, nhưng sự sửa phạt của Ngài, vốn cần thiết để hình thành nên nhân cách tốt, lại có vẻ có điều kiện. 
Sau cùng, cùng với nhận thức về Đức Chúa Trời và việc cửa vào thiên đàng đã được mở ra bởi một Đức Chúa Trời yêu thương vô điều kiện, người ta chỉ cần chọn tin để nhận được tình yêu đó.
Nhà lãnh đạo dân quyền, Mục sư Martin Luther King Jr. từng nói rằng "Tôi tin rằng sự thật không vũ trang và tình yêu vô điều kiện sẽ có tiếng nói cuối cùng trong thực tế".

### Phật giáo
Trong Phật giáo, một khái niệm quan trọng là Bồ-đề tâm (bodhicitta), được chia thành hai loại: tương đối (relative) và tuyệt đối (absolute).
Với Bồ đề tâm tương đối, cá nhân nhận thức về khao khát đạt được sự hiểu biết về tình yêu vô điều kiện, thể hiện qua lòng từ bi và trắc ẩn. Mục đích là phát triển Bồ đề tâm cho tất cả chúng sinh (có tri giác).
Bồ đề tâm tuyệt đối là một giáo lý mật tông (tantric) bí truyền hơn. Nhận thức nguyên lý của lòng từ bi và trắc ẩn được thể hiện khi cá nhân đối xử với tất cả chúng sinh như thể họ đã từng là mẹ của chính mình (trong những kiếp trước). Một người mẹ sẽ làm bất cứ điều gì vì lợi ích của đứa con mình. Mối quan hệ yêu thương nhất, do đó, là mối quan hệ giữa người mẹ và đứa con của mình. Tất nhiên, nếu tất cả chúng sinh đối xử với tất cả chúng sinh khác như thể họ đối xử với đứa con của chính mình, thì sẽ có ít thù hận hơn nhiều trên thế giới này.  
Tại mọi thời điểm, cá nhân luôn có cơ hội lựa chọn cách hành động. Tỉnh thức có nghĩa là trong mọi tương tác, người đó sẽ hành động một cách có ý thức với lòng từ bi và yêu thương đối với mọi người khác, bất kể bản chất của tương tác đó là gì.  

### Ấn Độ giáo
Trong Ấn Độ giáo lẫn Phật giáo , từ tiếng Phạn "bhakti" đôi khi được sử dụng để chỉ tình yêu vô điều kiện. Bhakti hay bhakthi thể hiện sự sùng kính vô điều kiện của tín đồ trong việc thờ phụng một vị thần.

### Hồi giáo
Trong đức tin Hồi giáo, tình yêu vô điều kiện chỉ có thể hướng đến Allah. Đỉnh cao trong sự phát triển tâm linh của Hồi giáo là tình yêu với Thượng đế. "Tuy nhiên, có những người đàn ông tôn thờ những người khác ngoài Chúa, ngang hàng (với Chúa): Họ yêu những người đó theo cách đáng lý ra họ nên yêu Chúa. Nhưng những người có Đức tin thì tràn đầy tình yêu dành cho Chúa."

Hỡi những người đang yêu! Tôn giáo về tình yêu thương của Chúa không chỉ có ở Hồi giáo.
Trong cõi tình yêu, không có niềm tin hay sự hoài nghi.

Trong Hồi giáo Sufi, tình yêu vô điều kiện là nền tảng cho tình yêu thiêng liêng Ishq-e-Haqeeqi , được nhiều vị thánh Hồi giáo vĩ đại bàn luận cho đến nay. Những nhà thần bí nổi tiếng đã giải thích chi tiết khái niệm này và mô tả bản chất cốt lõi của nó.
Rabia xứ Basra là người đầu tiên đưa ra học thuyết về tình yêu thiêng liêng được gọi là ishq-e-haqeeqi. Bà được xem là người tiên phong thực hành chối bỏ bản thân, một phương thức sùng đạo mà về sau này đã trở thành Sufi giáo.
Bà đã cầu nguyện như sau:
Lạy Chúa, nếu con thờ phượng Chúa vì sợ Địa ngục,

thì xin hãy thiêu đốt con trong Địa ngục;

nếu con thờ phượng Chúa vì con mong muốn Thiên đàng,

thì xin hãy đuổi con khỏi Thiên đàng;

nhưng nếu con thờ phượng Chúa chỉ vì Ngài là Chúa,

thì xin đừng chối bỏ con khỏi Vẻ đẹp vĩnh cửu của Ngài.
Bản thân Ishq có nghĩa là yêu Thượng đế một cách vô tư và vô điều kiện. Đối với Rumi, trọng tâm của "Sufism" là Ishq, không phải thực hành khổ hạnh (zuhd). Theo Sultan Bahoo, Ishq có nghĩa là phục vụ Thượng đế vô điều kiện, cống hiến toàn bộ cuộc đời mình cho Ngài và không yêu cầu đền đáp.

### Các tôn giáo khác
Pagan giáo hiện đại, đặc biệt là Wicca, thường sử dụng văn bản truyền thống Charge of the Goddess, khẳng định rằng "luật của Nữ thần là tình yêu thương đối với tất cả chúng sinh".
Tại Trung Quốc vào khoảng năm 500 TCN, các triết gia Mặc gia đã so sánh bổn phận của cá nhân với sự hào phóng không phân biệt của "Thiên" - trái ngược với Nho giáo, vốn đề xướng mô hình xã hội dựa trên cơ sở tình nghĩa gia đình và bổn phận. Các trường phái về sau đã tham gia nhiều cuộc tranh luận về việc chính xác một người có thể hành động vô điều kiện như thế nào trong xã hội thực tế (tương tự câu nói "...ai là người anh em của tôi?" trong câu chuyện "Người Samari nhân hậu" của Chúa Jesus).
Nhất vị luận, tuy không có tín điều hay học thuyết tôn giáo cố định, nhìn chung chấp nhận niềm tin rằng tất cả con người đều xứng đáng và cần đến tình yêu vô điều kiện thông qua lòng bác ái trong cộng đồng và sự hiểu biết về mặt tâm linh. Hiệp hội Unitarian Universalist đã trình bày rõ ràng về điều này trong Bảy nguyên tắc, trong đó "giá trị và phẩm giá vốn có" của tất cả con người là một cơ sở thường được trích dẫn để lập luận cho tình yêu vô điều kiện.